# P-n преход
p-n преход е област на съприкосновение на полупроводници с различна проводимост, където p-проводимостта (p, на английски: positive – положителен) преминава в n-проводимост (n, на английски: negative – отрицателен). Може да бъде създаден чрез добавяне на различни примеси в един и същ полупроводников кристал или чрез заваряване на два кристала с различна проводимост. В зависимост от начина на създаване преходът може да бъде рязък (при заваряване или стопяване) или плавен (при дифузия). Механизмът на действие на повечето полупроводникови елементи се основава на свойствата на P-n прехода – граничната област в полупроводников кристал между две обособени области с различна примесна проводимост.
При нормална температура всички примесни нива са възбудени и концентрацията на основните носители е съответно: Pp на Р носителите в Р областта и nn на n носителите в n областта. Същевременно в двете области има и неосновни токови носители с концентрация Pn и np като тези носители са с пъти по-малко от основните.
Този градиент на концентрацията е причина за появата на два дифузионни потока: на P носители от Р към n областта и на n към Р. Резултатният дифузионен ток през P-n прехода е:
Iдиф. = Iдиф.Р+Iдиф.n.
Проникналите P носители в n областта рекомбинират с електроните, поради което концентрацията на електроните в тази област намалява. Аналогично проникналите в P областта n носители рекомбинират с p носителите.

## Право и обратно свързване на PN преход.
Основното свойство на PN прехода е т. нар. вентилен ефект – преминаване на ток само в една посока.
Ако подадем напрежение с положителен потенциал към Р съответно и отрицателен към N слоевете, то дупките и електроните започват да се движат към прехода и се елиминират там – протича ток при сравнително малки стойности (0,1 до към 1 V) на напрежението. Това се нарича право свързване.
Ако сменим посоката на напрежението, то тогава бедната на токоносители област става още по-бедна и съпротивлението и се увеличава. Ток почти не протича. Това се нарича обратно свързване.